# 战争权力决议
战争权力决议（美国法典第50卷1541–1548页），又名战争权力法（War Powers Act）、1973年战争权力决议（War Powers Resolution of 1973），是1973年11月颁布的一部法律，旨在用国会的力量约束美国总统对外发动战争的权力，该法由联合决议通过。法律规定总统在发动战争前必须通知国会，在国会同意“以书面形式授权宣战”或者“国家面临紧急状况，例如美国领土，财产或其军队遭受攻击”的情况下，由总统发起军事行动。
战争权力决议规定总统在派出军队前的48小时内必须通知国会，未经过国会授权或者宣战的军事行动不得在当地停留超过60天，到期后于30天内撤离。决议案一开始从国会交到尼克松总统手中后，尼克松使用否决权予以否决，但随后由参议院和众议院投票超过三分之二的同意票，推翻总统的决定，成为法律。
有人认定1999年北约轰炸南斯拉夫期间克林顿总统曾违反战争权力决议，但并未得到法院的支持，最高法院也拒绝接受上诉。
2011年3月，美军介入利比亚内战。有议员指责时任总统奥巴马未寻求国会批准，违反了《战争权力决议》。白宫回应称，美军在利比亚行动内容有限、为间歇行动，主要从事燃油补给、情报搜集等辅助工作，并不符合《战争权力决议》中对敌对行动的定义。